# Hofmark Halfing

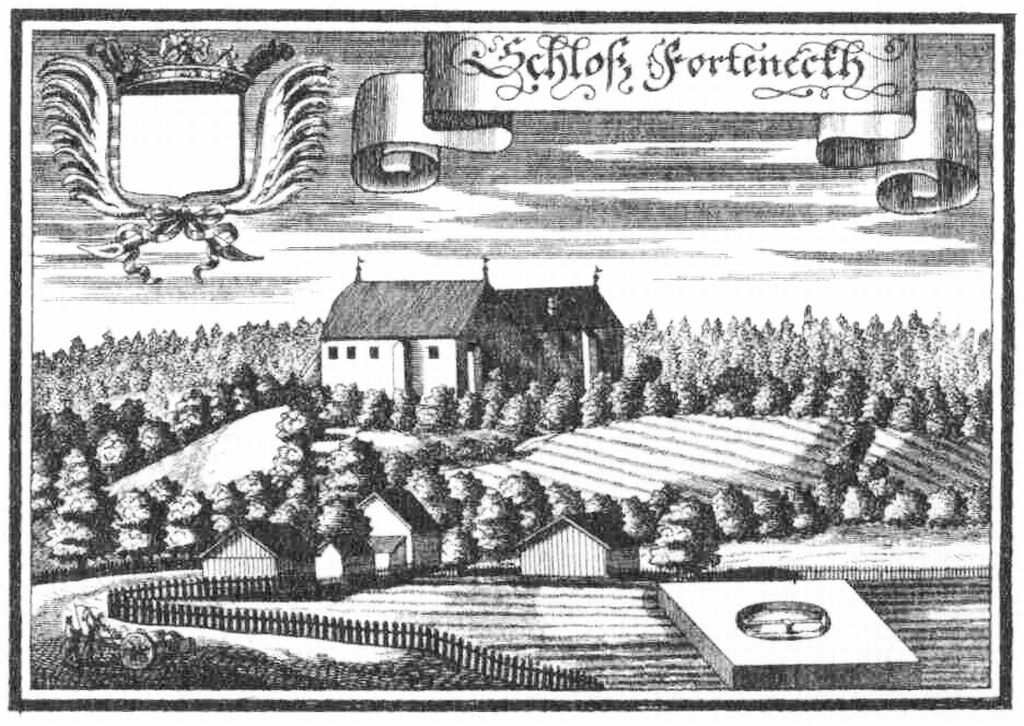
Schloss Forchtenegg nach einem Stich von Michael Wening von 1721

Die Hofmark Halfing war eine Hofmark in Halfing, einer Gemeinde im oberbayerischen Landkreis Rosenheim.
Franz Amand Cajetan von Fossa schenkte 1731 der dem Kloster Seeon inkorporierten Rosenkranz-Bruderschaft das Schloss Forchtenegg und die Hofmark.
In Halfing umfasste die Hofmark alle 45 Anwesen bei der Niedergerichtsbarkeit und 29 der Höfe waren grundbar.